# Philodicus ludens
Philodicus ludens är en tvåvingeart som först beskrevs av Christian Rudolph Wilhelm Wiedemann 1828.  Philodicus ludens ingår i släktet Philodicus och familjen rovflugor.
Artens utbredningsområde är Sudan. Inga underarter finns listade i Catalogue of Life.